# Dywizja Piechoty Generalgouvernement
Dywizja Piechoty Generalgouvernement (Dywizja Piechoty Generalne Gubernatorstwo, niem. Infanterie-Division Generalgouvernement) – jedna z niemieckich dywizji szkieletowych.
Utworzona w lutym 1944 roku z jednostek alarmowych z pułków ze Lwowa i Lublina. W marcu 1944 roku włączona do 72 Dywizji Piechoty.